# 1. SC Znojmo
L'1. SC Znojmo è una società calcistica ceca con sede nella città di Znojmo. Milita nella Moravskoslezská fotbalová liga, la terza divisione del campionato ceco di calcio.

## Cronistoria
- 1953: la società è fondata col nome DSO Rudá Hvězda Znojmo
- 1969: rinominata in TJ Rudá Hvězda Znojmo
- 1990: rinominata in SKP Znojmo-Práče (incorpora il TJ Sokol Práče)
- 1992: rinominata in SKPP Znojmo
- 1993: rinominata in VTJ SKP Znojmo
- 1994: rinominata in VTJ Znojmo-Rapotice (incorpora TJ Sokol Rapotice e 1997 Sokol Rapotice)
- 1995: rinominata in VTJ Znojmo
- 1999: rinominata in Fotbal Znojmo
- 2001: rinominata in 1. SC Znojmo (incorpora il Fotbal Znojmo)

## Palmarès

### Competizioni nazionali
- Druhá liga: 1

2012-2013
- Moravskoslezská fotbalová liga: 2

1991-1992, 2009-2010

### Altri piazzamenti
- Druhá Liga:

Terzo posto: 2015-2016

## Organico

### Rosa 2013-2014
| N. |                      | Ruolo | Calciatore             |
| -- | -------------------- | ----- | ---------------------- |
| 1  | Rep. Ceca (bandiera) | P     | Jakub Andrejko         |
| 2  | Rep. Ceca (bandiera) | D     | Martin Hudec           |
| 3  | Bulgaria (bandiera)  | D     | Todor Yonov (capitano) |
| 5  | Rep. Ceca (bandiera) | D     | Jakub Pokorný          |
| 6  | Rep. Ceca (bandiera) | C     | Tomáš Cihlář           |
| 7  | Rep. Ceca (bandiera) | A     | Petr Kirschner         |
| 8  | Rep. Ceca (bandiera) | C     | Radek Buchta           |
| 10 | Rep. Ceca (bandiera) | C     | Tomáš Okleštěk         |
| 11 | Croazia (bandiera)   | C     | Miro Kovačić           |
| 12 | Rep. Ceca (bandiera) | D     | Daniel Odehnal         |

| N. |                       | Ruolo | Calciatore      |
| -- | --------------------- | ----- | --------------- |
| 13 | Rep. Ceca (bandiera)  | C     | Bronislav Stáňa |
| 14 | Rep. Ceca (bandiera)  | C     | David Helísek   |
| 15 | Slovacchia (bandiera) | C     | Matúš Lacko     |
| 16 | Rep. Ceca (bandiera)  | A     | David Ledecký   |
| 18 | Rep. Ceca (bandiera)  | D     | Roman Hříbek    |
| 20 | Rep. Ceca (bandiera)  | A     | Jan Pázler      |
| 21 | Rep. Ceca (bandiera)  | C     | Libor Žondra    |
| 22 | Rep. Ceca (bandiera)  | P     | Jiří Doleček    |
| 23 | Rep. Ceca (bandiera)  | P     | Jakub Konvalina |